# Topobea brevibractea
Topobea brevibractea är en tvåhjärtbladig växtart som beskrevs av Henry Allan Gleason. Topobea brevibractea ingår i släktet Topobea och familjen Melastomataceae. IUCN kategoriserar arten globalt som sårbar.
Artens utbredningsområde är Ecuador. Inga underarter finns listade i Catalogue of Life.